# Fußballclub Carl Zeiss Jena
Il Fußballclub Carl Zeiss Jena e.V. (meglio noto come Carl Zeiss Jena o anche solo come Carl Zeiss) è una società calcistica tedesca con sede nella città di Jena, in Turingia. Nella stagione 2023-2024 gioca nella Fußball-Regionalliga, la quarta divisione del calcio tedesco.
Fondato nel 1903, il club ha giocato in campionati regionali fino alla Seconda guerra mondiale, al termine della quale Jena divenne parte della Repubblica Democratica Tedesca; la squadra, inserita nel massimo campionato di questa nazione, riuscì a vincerlo per tre volte, conquistando inoltre per quattro volte la Coppa nazionale. A seguito della riunificazione tedesca (con susseguente inquadramento dei club orientali nel sistema calcistico della Germania federale), il Carl Zeiss non è mai riuscito a partecipare al massimo campionato, gravitando costantemente tra la seconda e la quarta divisione.
A livello internazionale il successo più alto ottenuto dal club è costituito dal raggiungimento della finale della Coppa delle Coppe 1980-1981, ove venne poi sconfitto dalla Dinamo Tbilisi.

## Storia
Il club viene fondato nel maggio del 1903 da alcuni operai dell'industria ottica Carl Zeiss come Fussball-Club der Firma Carl Zeiss, per poi cambiare nome nel 1911 in Fussball Club Carl Zeiss Jena. Successivamente, nel 1917 assume la denominazione 1. Sportverein Jena e.V ; da qui alla fine della Seconda guerra mondiale gioca prima nel campionato della Turingia, e in seguito all'ascesa del Nazismo nella Gauliga Mitte, conquistando in tutto sedici titoli regionali.
Nel dopoguerra Jena diventa parte della Germania Est, e il club, al pari di molti altri viene sciolto per venire ricostituito nel 1946, assumendo la denominazione SG Ernst Abbe Jena. In seguito il nome cambia parecchie volte, diventando SG Stadion Jena nel 1948, SG Schott Jena nel 1949, BSG Chemie Jena nel 1950, BSG Mechanik Jena nel gennaio del 1951, e BSG Motor Jena nel maggio del 1951. Con questo nome la squadra vince il campionato di seconda divisione nella stagione 1951-1952, ed ottiene la prima promozione nella DDR-Oberliga; la permanenza nella massima divisione nazionale dura tuttavia un solo campionato. Nel 1954 si registra un nuovo cambio di denominazione, con il nome che diventa SC Motor Jena; tre anni dopo il club torna a giocare in massima divisione, questa volta in maniera stabile.

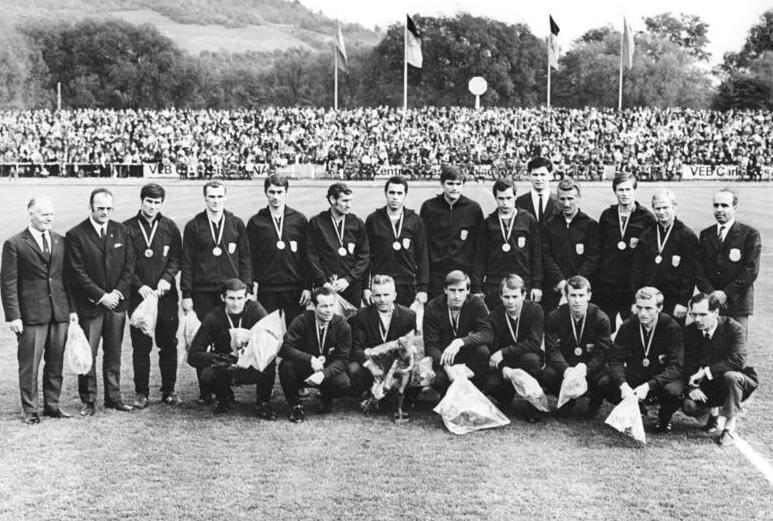
La squadra che conquista il campionato 1969-1970

Nel 1958 Georg Buschner diventa l'allenatore della squadra, che conclude subito il campionato al secondo posto, inoltre Helmut Müller diventa capocannoniere del campionato. Due anni dopo arriva finalmente il primo trofeo, la Coppa nazionale, che fa partecipare i tedeschi alla Coppa delle Coppe 1961-1962; qui raggiungono le semifinali, venendo eliminati dalla squadra che vincerà la coppa, l'Atlético Madrid. Nella stagione 1962-1963 il club conquista il primo titolo, e il capocannoniere è nuovamente un giocatore della squadra, Peter Ducke. Non molto fortunata è però la partecipazione alla Coppa dei Campioni 1963-1964: i tedeschi vengono infatti eliminati al primo turno dai romeni della Dinamo Bucurest. Nelle due stagioni successive la squadra finisce sempre alle spalle dei campioni del Vorwärts Berlin.
Il Motor Jena viene rifondato nel 1966 assumendo il nome di Carl Zeiss Jena; vince il secondo titolo nazionale nella stagione 1967-1968 ma, al pari di quasi tutte le squadre dei Paesi appartenenti al Patto di Varsavia non partecipa alla Coppa dei Campioni 1968-1969. Una nuova partecipazione internazionale avviene invece nella Coppa delle Fiere 1969-1970: qui i tedeschi vengono eliminati nei quarti dall'Ajax, ma durante il loro percorso eliminano anche il Cagliari che poco dopo vincerà lo scudetto; la stagione viene poi chiusa nel migliore dei modi vincendo il terzo titolo nazionale. Il Carl Zeiss partecipa alla Coppa dei Campioni 1970-1971 arrivando fino ai quarti, dove viene eliminato dalla Stella Rossa; a fine stagione arriva il secondo posto, e a questo punto Buschner lascia la squadra per andare ad allenare la Nazionale.

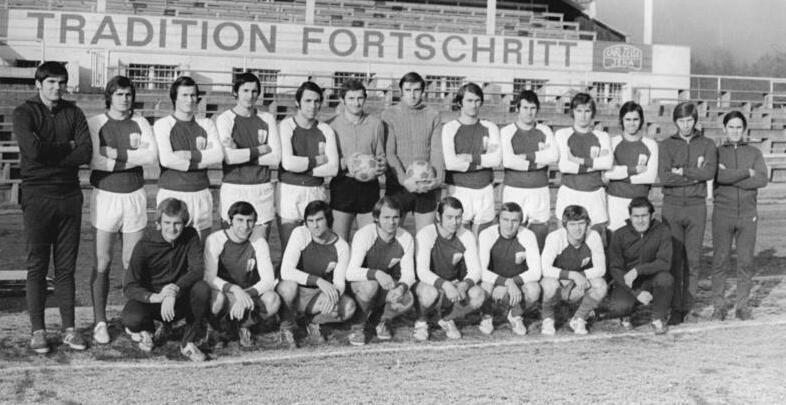
La squadra nel 1973

Nel 1971 diventa allenatore della squadra Hans Meyer, che fino a due anni prima aveva militato nel club come difensore. Intanto sono entrati in squadra anche Konrad Weise Eberhard Vogel e Lothar Kurbjuweit, e il Carl Zeiss vince subito la seconda Coppa nazionale della sua storia, seguita dalla terza due anni dopo. In campo europeo, però, negli anni settanta il club esce sempre al secondo turno nelle competizioni europee, tranne che nella Coppa UEFA 1977-1978 dove arriva fino ai quarti, venendo eliminato dai futuri vice campioni del Bastia, peraltro dopo un pesante 7-2 subito in terra francese. Intanto, nel 1976, la nazionale di cui fanno parte anche Weise, Kurbjuweit e Hans-Ulrich Grapenthin conquista la medaglia d'oro alle olimpiadi di Montréal.

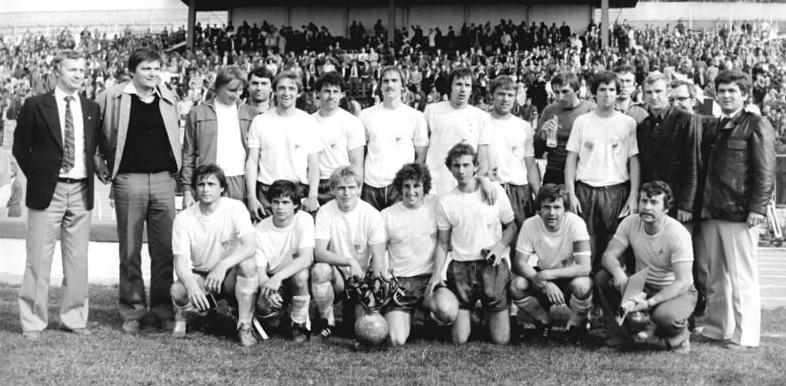
La squadra nel 1980

Gli anni ottanta cominciano con la vittoria della quarta Coppa nazionale, e proprio grazie a questo successo i tedeschi partecipano alla Coppa delle Coppe 1980-1981: esordiscono venendo sconfitti 3-0 allo Stadio Olimpico dalla Roma, ma poi riescono ad eliminare i giallorossi sconfiggendoli per 4-0 a Jena. In seguito hanno la meglio anche su Valencia, Newport County e Benfica, ed accedono così ad una finale continentale: è la seconda squadra della Germania Est dopo il Magdeburgo a raggiungere questo traguardo. La partita viene disputata a Düsseldorf il 13 maggio 1981, e vede opposti ai tedeschi la Dinamo Tbilisi: il Carl Zeiss si porta in vantaggio verso la metà del secondo tempo, ma viene presto raggiunto e infine superato dai sovietici a pochi minuti dalla fine; la coppa va così alla Dinamo Tbilisi. In questa stagione arriva anche il secondo posto in campionato, che permette alla squadra una nuova partecipazione alla Coppa UEFA: qui i tedeschi sono eliminati dal Real Madrid nel secondo turno. Sempre in questa stagione Rüdiger Schnuphase diventa capocannoniere in campionato, mentre nella successiva Meyer lascia la squadra. Nella stagione 1987-1988 il Carl Zeiss raggiunge un'altra volta la finale della Coppa nazionale, ma viene battuto ai tempi supplementari dalla Dinamo Berlino. La squadra della capitale vince nella stessa stagione anche il campionato, e per questo motivo è il Carl Zeiss a partecipare alla Coppa delle Coppe 1988-1989; il cammino nella manifestazione termina tuttavia al secondo turno, dopo aver incontrato la Sampdoria poi finalista: è l'ultima partecipazione ad una competizione europea della squadra.
Gli anni novanta cominciano con la riunificazione della Germania; di conseguenza in Germania si decide di creare un unico campionato nazionale. Per questo motivo la stagione 1990-1991 è cruciale: in base alla classifica di questo campionato le squadre della Germania Est vengono distribuite tra i vari livelli del nuovo calcio tedesco. Il Carl Zeiss termina quel campionato in sesta posizione, e questo vale l'accesso alla Zweite Bundesliga, da cui viene retrocesso al termine della stagione 1993-1994; riconquistata immediatamente la seconda serie, durante il campionato 1995-1996 esordisce in squadra il futuro nazionale Robert Enke.
La squadra si ritrova agli inizi degli anni duemila in quarta divisione, ma grazie a due promozioni consecutive torna in Zweite Bundesliga nella stagione 2006-2007. Tuttavia due anni dopo è in 3. Liga, e viene retrocessa in Regionalliga al termine del campionato 2011-2012.

## Organico

### Rosa
Aggiornata al 20 dicembre 2021.
| N. |                     | Ruolo | Calciatore                   |
| -- | ------------------- | ----- | ---------------------------- |
| 22 | Germania (bandiera) | P     | Tom Müller                   |
| 3  | Germania (bandiera) | D     | Maurice Hehne                |
| 4  | Germania (bandiera) | D     | Burim Halili                 |
| 5  | Germania (bandiera) | D     | Bastian Strietzel (Capitano) |
| 6  | Germania (bandiera) | C     | Dennis Slamar                |
| 7  | Germania (bandiera) | A     | Maximilian Oesterhelweg      |
| 8  | Germania (bandiera) | C     | Leon Bürger                  |
| 9  | Germania (bandiera) | A     | Maximilian Wolfram           |
| 10 | Germania (bandiera) | C     | Theodor Bergmann             |
| 11 | Germania (bandiera) | A     | Maximilian Krauß             |
| 1  | Germania (bandiera) | P     | Lukas Sedlak                 |
| 13 | Grecia (bandiera)   | A     | Vasilios Dedidis             |
| 14 | Germania (bandiera) | A     | Felix Drinkuth               |

| N. |                        | Ruolo | Calciatore           |
| -- | ---------------------- | ----- | -------------------- |
| 15 | Germania (bandiera)    | D     | Marcel Hoppe         |
| 16 | Germania (bandiera)    | C     | Patrick Scheder      |
| 17 | Germania (bandiera)    | D     | Kevin Wolf           |
| 18 | Germania (bandiera)    | A     | Silas Hagemann       |
| 19 | Germania (bandiera)    | C     | Matti Langer         |
| 20 | Germania (bandiera)    | D     | René Lange           |
| 21 | Stati Uniti (bandiera) | D     | Lucas Stauffer       |
| 12 | Grecia (bandiera)      | P     | Alexios Dedidis      |
| 23 | Germania (bandiera)    | A     | Fabian Eisele        |
| 24 | Germania (bandiera)    | A     | Alexander Prokopenko |
| 25 | Germania (bandiera)    | C     | Justin Schau         |

### Staff tecnico
Aggiornato al 20 dicembre 2021
- Allenatore:  Andreas Patz
- Viceallenatori:  Munier Raychouni,  René Klingbeil
- Preparatore atletico:  Gianluca Fraternali
- Team manager:  Tobias Werner
- Fisioterapista:  Fabian Carnarius

## Giocatori

### Il Fußballclub Carl Zeiss Jena e le nazionali di calcio tedesche
Il portiere Robert Enke, cresciuto nel vivaio del club, collezionò 8 presenze nella nazionale maggiore tedesca (2007-09) ai tempi della sua militanza nell'Hannover 96.
33 giocatori del club vennero inoltre convocati nella nazionale di calcio della Germania Est, tra cui:
- Konrad Weise, 86 presenze (1970-81), campione olimpico 1976 a Montréal
- Eberhard Vogel, 74 presenze (1962-76)
- Lothar Kurbjuweit, 66 presenze (1970-81), campione olimpico 1976 a Montréal
- Roland Ducke, 37 presenze (1958-67)
- Peter Ducke, 68 presenze (1960-75)

### Vincitori di titoli
Calciatori campioni olimpici di calcio
- Hans-Ulrich Grapenthin (Montréal 1976)
- Lothar Kurbjuweit (Montréal 1976)
- Konrad Weise (Montréal 1976)

## Allenatori e presidenti
- 1948–1949: Hermann Malter
- 1949–1951: Hans Carl
- 1951–1953: Kurt Findeisen
- 1953: Bernhard Schipphorst
- 1953–1954: Max Hofsommer
- 1954–1955: Helmut Petzold
- 1955–1957: Hans Warg
- 1958: Rolf Hüfner
- 1958: Heinz Pönert
- 1958–1971: Georg Buschner
- 1971–1983: Hans Meyer
- 1991–1992: Lutz Lindemann
- 1989–1991: Bernd Stange
- 1992–1993: Reiner Hollmann
- 1993: Uwe Erkenbrecher
- 1993–1994: Hans Meyer
- 1994–1997: Eberhard Vogel
- 1997: Frank Engel
- 1997–1998: Reiner Hollmann
- 1998–1999: Thomas Gerstner
- 1999–2000: Thomas Vogel
- 2001–2002: Wolfgang Sandhowe
- 2002: Frank Eulberg
- 2002–2003: Thomas Vogel
- 2003–2004: Joachim Steffens
- 2003: Uwe Dern
- 2004: Thomas Vogel
- 2004–2007: Heiko Weber
- 2005: Marco Lohmann
- 2006: Mario Röser
- 2007: Frank Neubarth
- 2007: Valdas Ivanauskas
- 2007–2008: Henning Bürger
- 2008: Mark Zimmermann
- 2008–2009: René van Eck
- 2009: Marc Fascher
- 2009–2010: René van Eck
- 2010–2011: Wolfgang Frank
- 2011: Heiko Weber
- 2011-2013: Petrik Sander
- 2013: Marco Kämpfe (ad interim)
- 2013-2014: Andreas Zimmermann
- 2014: Lothar Kurbjuweit
- 2014: Karsten Hutwelker (ad interim)
- 2014-2016: Volkan Uluc
- 2016-2018: Mark Zimmermann
- 2018-2019: Lukas Kwasniok
- 2019: Christian Fröhlich
- 2019-2020: Rico Schmitt
- 2020: René Klingbeil
- 2020: Kenny Verhoene
- 2020-2021: Dirk Kunert
- 2021-: Andreas Patz

- Klaus Berka (2016-)
- Lutz Lindemann (2014-2016)
- Rainer Zipfel (2011–2014)
- Hartmut Beyer (2009–2011)
- Peter Schreiber (2008–2009)
- Rainer Zipfel (2002–2008)
- Michael Meier (2001–2002)
- Ralf Schmidt-Röh (1999–2001)
- Lothar Kurbjuweit (1996–1999)
- Bernd Bieräugel (1994–1996)
- Ernst Schmidt (1993–1994)
- Peter Röhlinger (1992–1993)
- Klaus Mütze (1990–1992)
- Ernst Schmidt (1990)
- Wolfgang Blochwitz (1988–1990)
- Horst Jeuthe (1985–1988)
- Klaus Petersdorf (1983–1985)
- Klaus Meyer (1983)
- Heinz Haßkarl (1981–1983)
- Ernst Schmidt (1980–1981)
- Hilmar Ahnert (1974–1980)
- Herbert Keßler (1970–1974)
- Ernst Gallerach (1966–1970)
- Eberhard Schindler (1960–1965)
- Erich Kronenberg (1958–1960)
- Walter Bohrloch (1954–1958)
- Erich Hedrich (1949–1954)
- Karl Parreidt (1903–1904)

## Stadio

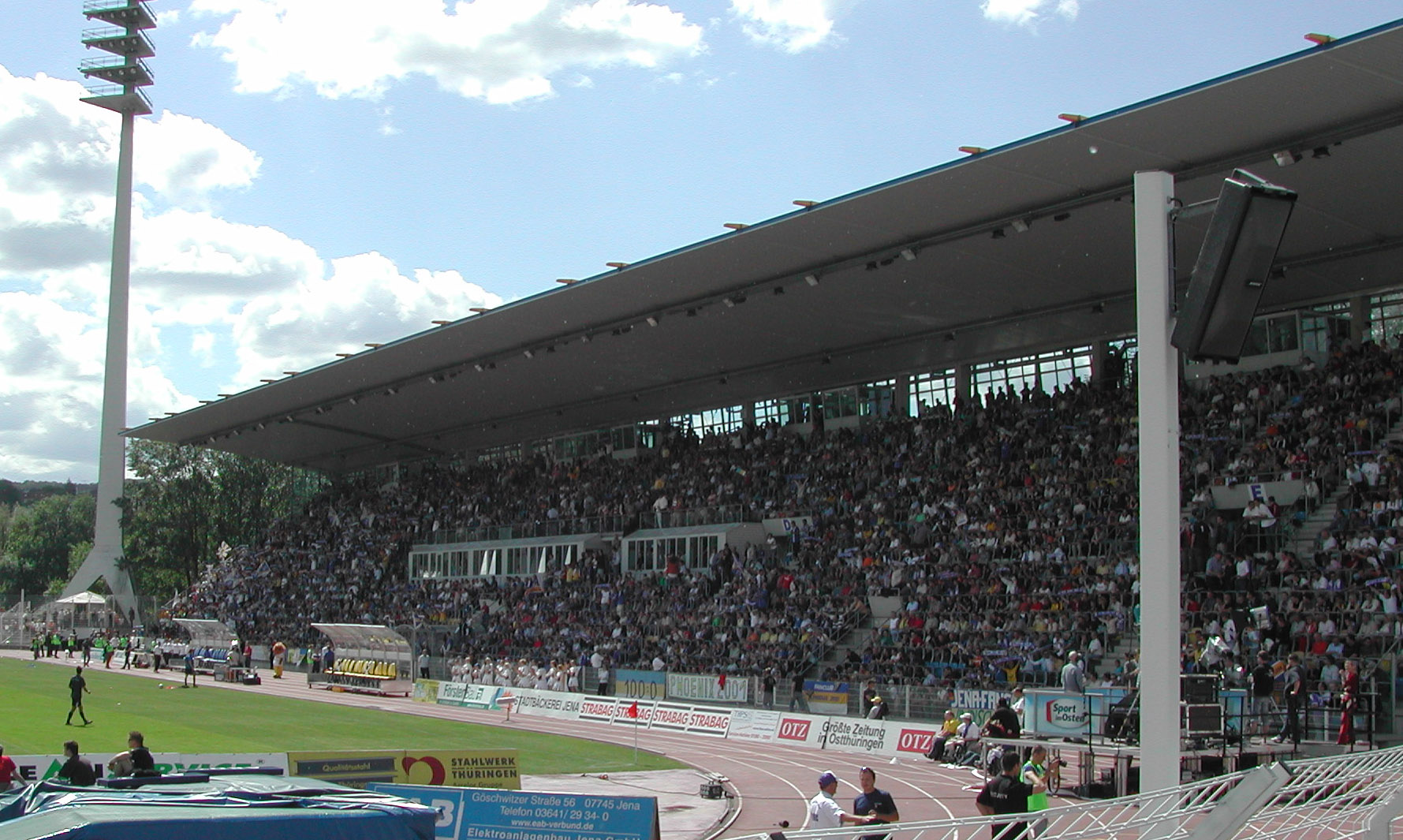
La tribuna principale dell'Ernst-Abbe-Sportfeld.

Il Carl Zeiss Jena disputa le gare casalinghe presso l'Ernst-Abbe-Sportfeld, impianto polisportivo inaugurato nel 1924, situato sulla riva del fiume Saale, a sud del centro cittadino di Jena. La struttura può ospitare 12 990 spettatori, di cui 4010 nella tribuna centrale coperta, 2530 nella tribuna laterale scoperta e 6450 nelle due curve. Le tribune laterali sono altresì dotate di seggiolini, assenti nelle curve.
Il record assoluto di pubblico allo Sportfeld risale al 28 marzo 1962, quando 27 500 spettatori affollarono gli spalti per seguire la semifinale di Coppa delle Coppe che vide il Motor Jena opposto all'Atlético Madrid. Nel XXI secolo gli afflussi di pubblico più consistenti si registrarono rispettivamente il 31 ottobre 2007 (in occasione del secondo turno della Coppa di Germania Carl Zeiss-Norimberga) con 15 610 spettatori, e nel 2009 (in occasione degli ottavi di finale del medesimo trofeo, ove il Carl Zeiss incontrò lo Schalke 04), con 17 600 spettatori. Nel secondo caso il pubblico poté beneficiare dell'ampliamento della tribuna laterale, ottenuto con la posa di una struttura in tubolari d'acciaio al di sopra degli spalti preesistenti. A seguito della demolizione di tale struttura e della chiusura di alcuni settori degli spalti per ragioni di sicurezza, la capienza dell'impianto è stata ridotta a 12 990 posti.

## Palmarès

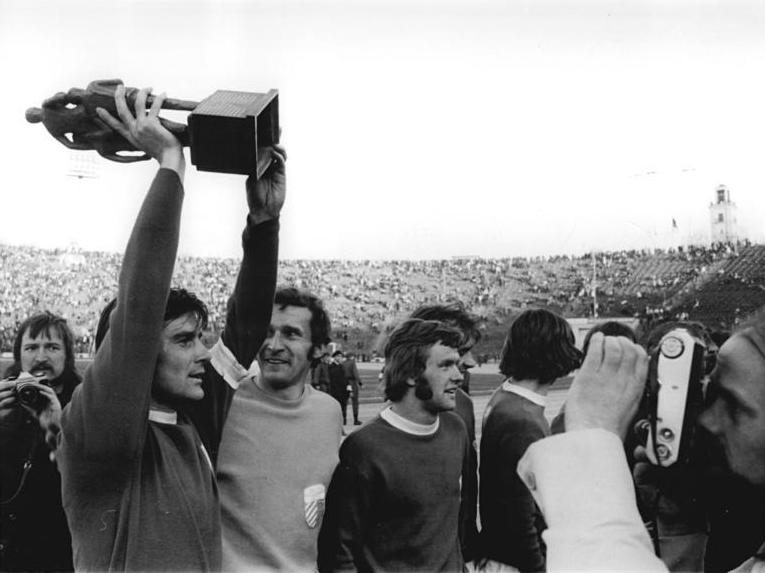
Peter Ducke con la Coppa della Germania Est 1973-1974

### Competizioni nazionali
- Campionato tedesco orientale: 3

1963, 1968, 1970
- Coppa della Germania Est: 4

1960, 1971-1972, 1973-1974, 1979-1980
- Fußball-Regionalliga: 2

1994-1995 (Regionalliga Nord-Est), 2016-2017 (Regionalliga Nord-Est)

### Competizioni internazionali
- Coppa Piano Karl Rappan: 3

1986, 1987, 1988

### Competizioni regionali
- NOFV-Oberliga: 1

2004-2005

### Altri piazzamenti
- Campionato tedesco orientale:

Secondo posto: 1958, 1964-1965, 1965-1966, 1968-1969, 1970-1971, 1972-1973, 1973-1974, 1974-1975, 1980-1981
Terzo posto: 1976-1977, 1978-1979, 1979-1980, 1982-1983, 1985-1986
- Coppa della Germania Est:

Finalista: 1964-1965, 1987-1988
Semifinalista: 1949, 1961-1962, 1963-1964, 1967-1968, 1970-1971, 1974-1975, 1976-1977, 1982-1983, 1983-1984
- Coppa di Germania:

Semifinalista: 2007-2008
- Coppa delle Coppe:

Finalista: 1980-1981
Semifinalista: 1961-1962

## Statistiche

### Statistiche nelle competizioni UEFA
Tabella aggiornata alla fine della stagione 2020-2021.
| Competizione                  | Partecipazioni | G  | V  | N | P  | RF | RS |
| ----------------------------- | -------------- | -- | -- | - | -- | -- | -- |
| UEFA Champions League         | 2              | 8  | 5  | 0 | 3  | 12 | 11 |
| Coppa delle Coppe             | 5              | 29 | 10 | 8 | 11 | 48 | 35 |
| Coppa UEFA/UEFA Europa League | 10             | 42 | 18 | 8 | 16 | 65 | 62 |
| Coppa delle Fiere             | 1              | 8  | 6  | 1 | 1  | 12 | 6  |